# Söllhuben

Wappen von Söllhuben

Söllhuben ist ein Gemeindeteil der Gemeinde Riedering im Landkreis Rosenheim (Oberbayern, Bayern).

## Geographie
Das Pfarrdorf liegt im westlichen Chiemgau am Ostrand der Gemeinde zwischen Chiemsee und Simssee. Seine Lage auf einem Hügel mit Blick über das Inntal und auf die Berge macht es zu einem beliebten Ausflugsziel.

## Geschichte
Erste Erwähnungen waren 924 als „Selihoba“ und 931 als „Selihobon“, als dortiger Besitz der Salzburger Bischofskirche übertragen wurde. Eine Kirche wird ebenfalls bereits Anfang des 10. Jahrhunderts bezeugt. Die jetzige Pfarrkirche St. Rupert und Martin wurde 1766 anstelle der alten gotischen Kirche erbaut und ist das letzte Werk des bekannten Barockbaumeisters Johann Michael Fischer. Die Pfarrei Söllhuben gehörte bis 1807 zum Bistum Chiemsee. Söllhuben war mit weniger als 1000 Einwohnern eine Gemeinde, bevor es am 1. Mai 1978 in die Gemeinde Riedering eingegliedert wurde.

### Demographie
| Jahr | Einwohnerzahl | Anmerkungen |
| ---- | ------------- | --- |
| 1825 | 79            | in 15 Häusern mit 17 Familien |
| 1840 | 80            | in 14 Häusern |
| 1853 | 421           | in 96 Familien |
| 1864 | 413           | am 3. Dezember in 117 Familien |
| 1875 | 419           | in 88 Wohngebäuden mit 90 Haushalten, sämtlich Katholiken, davon 415 Bayern, ein sonstiger Reichsdeutscher und drei Ausländer, eine Militärperson |
| 1933 | 582           | [ 5 ] |
| 1939 | 533           | [ 5 ] |
| 1977 | 997           | am 31. Dezember |

## Sehenswürdigkeiten

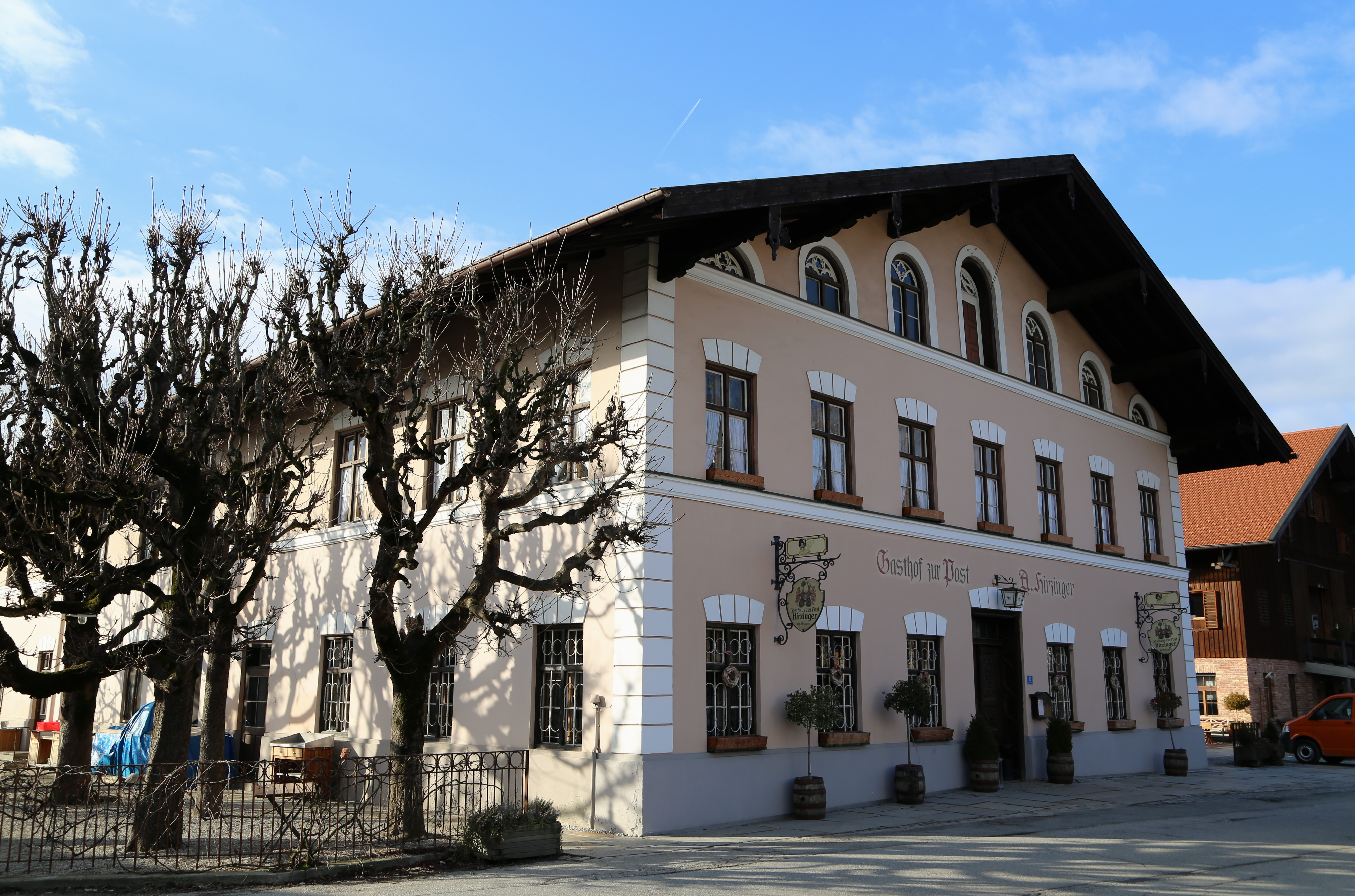
Gasthof Hirzinger

Im Gasthaus Hirzinger wird seit 2006 die Sendung Wirtshausmusikanten beim Hirzinger des Bayerischen Rundfunks aufgezeichnet.